# Liste der Monuments historiques in Montauban-de-Bretagne
Die Liste der Monuments historiques in Montauban-de-Bretagne führt die Monuments historiques in der französischen Stadt Montauban-de-Bretagne auf.

## Liste der Bauwerke
| Bezeichnung        | Beschreibung | Standort | Kennzeichnung | Schutzstatus | Datum | Bild |
| ------------------ | ------------ | -------- | ------------- | ------------ | ----- | ---- |
| Kapelle Notre-Dame |              | (Lage)   | PA00090634    | Classé       | 1942  |      |
| Schloss            |              | (Lage)   | PA00090635    | Classé       | 2003  |      |

## Liste der Objekte
| Bezeichnung | Beschreibung            | Standort                                   | Kennzeichnung | Schutzstatus | Datum | Bild |
| ----------- | ----------------------- | ------------------------------------------ | ------------- | ------------ | ----- | ---- |
| Taufbecken  | Granit, 15. Jahrhundert | auf dem Friedhof von Saint-M’Hervon (Lage) | PM35000637    | Classé       | 1960  |      |